# Константин Симбат
Константин Симбат (греч. Κωνσταντίνος Συμβάτιος) — византийский император-соправитель в 813—820 годах.

## Биография
При рождении был наречён Симбатом. Симбат был старшим сыном Льва V Армянина и его жены Феодосии. Родился между 800 и 810 годом. По всей видимости, император Михаил I Рангави был крестным отцом Симбата. После того как Лев свергнул Михаила I и взошел на престол в 813 году, Симбат был объявлен им своим соправителем и наречён популярным среди правителей Византии именем Константин.
В 815 году Константин номинально председательствовал как представитель своего отца на Константинопольском соборе, который восстановил запрет на почитание икон. После убийства его отца 25 декабря 820 года, Константин был изгнан на остров Прот (современный Киналиада) вместе со своей матерью и тремя братьями. Там они приняли монашеский постриг. По приказу нового императора Константин и все его братья были кастрированы. Они провели здесь остаток своих дней как монахи, хотя император Михаил II Травл позволил им сохранить часть доходов от их конфискованных поместий для содержания их самих и прислуги.